# Бернабе, Паулино (младший)

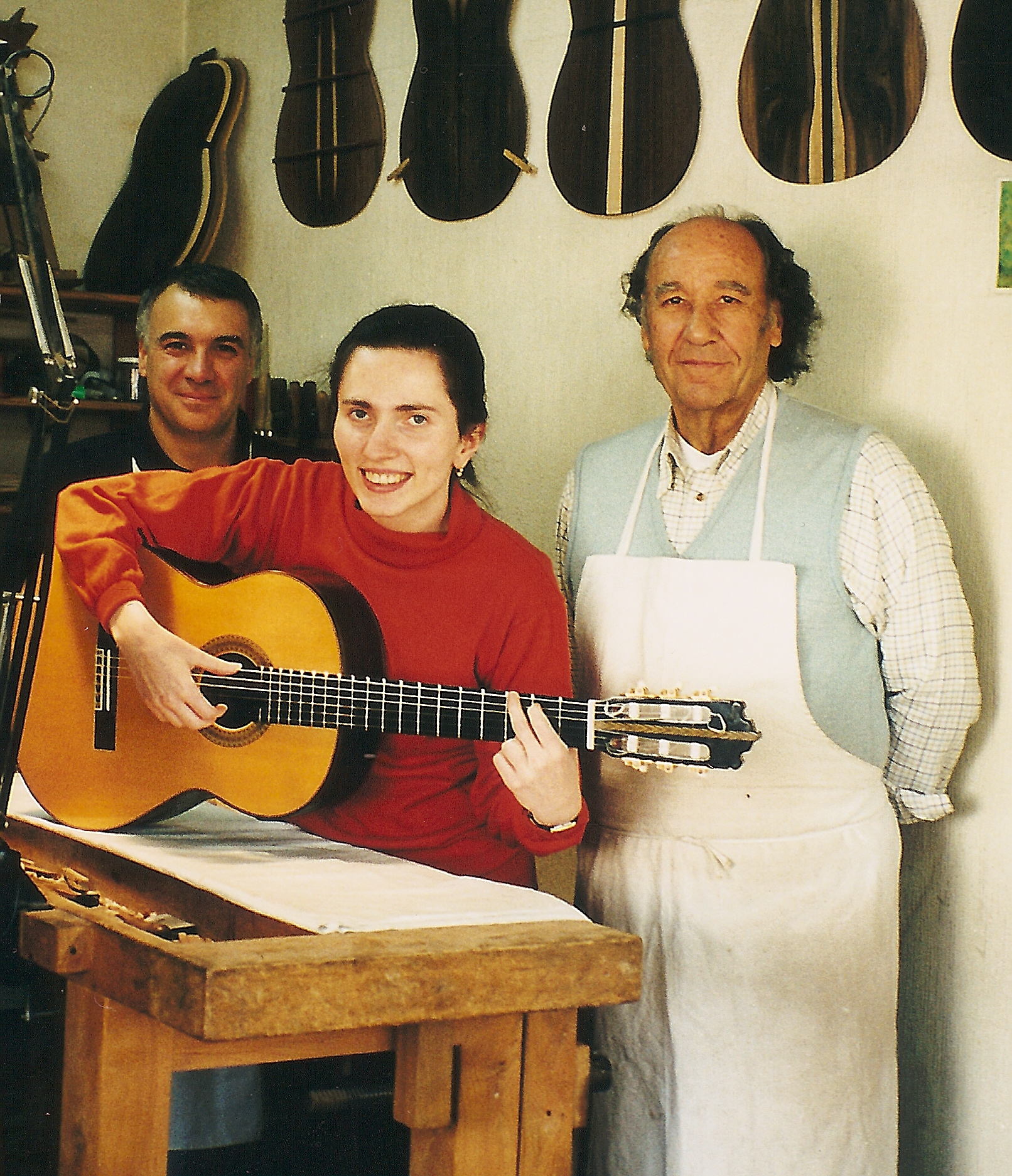
Австрийская классическая гитаристка Йоханна Байштайнер в мастерской Бернабе с отцом и сыном Бернабе. Мадрид, октябрь 2000 года

Паулино Бернабе (исп. Paulino Bernabé; род. 9 июня 1960 года) — испанский гитарный мастер, сын известного гитарного мастера Паулино Бернабе-старшего (1932—2007).

## Биография
Родился 9 июня 1960 года в Мадриде. 
Научился искусству изготовления классических гитар у своего отца, Паулино Бернабе-старшего, известного испанского мастера по изготовлению гитар. С начала 1980-х и незадолго до смерти отца в 2007 году мастер работал вместе с Бернабе-старшим и взял на себя управление мастерской. 
На гитарах Паулино Бернабе-младшего играют всемирно известные гитаристы, такие как Джон Уильямс и Йоханна Байштайнер. 
В 2011 году основал ассоциацию Spanish Guitar Foundation, чтобы защитить наследие испанского стиля изготовления гитар и продвигать молодых исполнителей. Фонд также имеет прекрасную коллекцию гитар XIX и XX веков.